# Aconogonon relictum
Aconogonon relictum är en slideväxtart som först beskrevs av Vladimir Leontjevitj Komarov, och fick sitt nu gällande namn av Sojak. Aconogonon relictum ingår i släktet sliden, och familjen slideväxter. Inga underarter finns listade i Catalogue of Life.